# Tour de Pologne 2013 – 6. etap
6. etap kolarskiego wyścigu Tour de Pologne 2013 odbył się 2 sierpnia. Start etapu miał miejsce przy Termie Bukowina Tatrzańska, zaś meta w Bukowinie Tatrzańskiej. Etap liczył 192 kilometry.
Zwycięzcą etapu został Darwin Atapuma. Drugie miejsce zajął Christophe Riblon, a trzecie Leopold König. Po tym etapie liderem klasyfikacji generalnej został Christophe Riblon.

## Premie
Na 6. etapie były następujące premie:
| Rodzaj          | Miejscowość     | Kilometry (od startu) | Kilometry (do mety) | Zwycięzca         |
| --------------- | --------------- | --------------------- | ------------------- | ----------------- |
| Górska (I kat.) | Ząb             | 11,9 km               | 179,9 km            | Tomasz Marczyński |
| Górska (I kat.) | Gliczarów Górny | 26,2 km               | 165,6 km            | Bartosz Huzarski  |
| Górska (I kat.) | Ząb             | 50,3 km               | 141,5 km            | Tomasz Marczyński |
| Górska (I kat.) | Gliczarów Górny | 64,6 km               | 127,2 km            | Tomasz Marczyński |
| Górska (I kat.) | Ząb             | 88,7 km               | 103,1 km            | Bartosz Huzarski  |
| Górska (I kat.) | Gliczarów Górny | 103,0 km              | 88,8 km             | Bartosz Huzarski  |
| Górska (I kat.) | Ząb             | 127,1 km              | 64,7 km             | Bartosz Huzarski  |
| Górska (I kat.) | Gliczarów Górny | 141,4 km              | 50,4 km             | Darwin Atapuma    |
| Lotna           | Poronin         | 161,0 km              | 30,8 km             | Mathias Frank     |
| Górska (I kat.) | Ząb             | 165,5 km              | 26,3 km             | Darwin Atapuma    |
| Górska (I kat.) | Gliczarów Górny | 179,8 km              | 12,0 km             | Darwin Atapuma    |

## Wyniki etapu
| Miejsce | Zawodnik            | Państwo   | Zespół                  | Czas        | Bon.  |
| ------- | ------------------- | --------- | ----------------------- | ----------- | ----- |
| 1.      | Darwin Atapuma      | Kolumbia  | Colombia                | 05h 19' 36" | −40 s |
| 2.      | Christophe Riblon   | Francja   | Ag2r-La Mondiale        | + 2"        | −6 s  |
| 3.      | Leopold König       | Czechy    | Team NetApp             | + 22"       | −4 s  |
| 4.      | Diego Ulissi        | Włochy    | Lampre-Merida           | + 22"       | —     |
| 5.      | Rafał Majka         | Polska    | Team Saxo-Tinkoff       | + 22"       | —     |
| 6.      | Pieter Weening      | Holandia  | Orica-GreenEDGE         | + 22"       | —     |
| 7.      | Ion Izagirre        | Hiszpania | Euskaltel-Euskadi       | + 22"       | —     |
| 8.      | Sergio Henao        | Kolumbia  | Sky Procycling          | + 22"       | —     |
| 9.      | Ivan Santaromita    | Włochy    | BMC Racing Team         | + 22"       | —     |
| 10.     | José Serpa          | Kolumbia  | Lampre-Merida           | + 22"       | —     |
|         |                     |           |                         |             |       |
| 32.     | Michał Gołaś        | Polska    | Omega Pharma-Quick Step | + 7' 50"    | —     |
| 35.     | Maciej Paterski     | Polska    | Cannondale              | + 10' 00"   | —     |
| 40.     | Sylwester Szmyd     | Polska    | Movistar Team           | + 14' 23"   | —     |
| 53.     | Tomasz Marczyński   | Polska    | Vacansoleil-DCM         | + 17' 57"   | −30 s |
| 55.     | Mateusz Taciak      | Polska    | CCC Polsat Polkowice    | + 17' 57"   | —     |
| 56.     | Adrian Honkisz      | Polska    | CCC Polsat Polkowice    | + 17' 57"   | —     |
| 62.     | Bartosz Huzarski    | Polska    | Team NetApp             | + 17' 57"   | −10 s |
| 69.     | Przemysław Niemiec  | Polska    | Lampre-Merida           | + 17' 57"   | —     |
| 72.     | Bartłomiej Matysiak | Polska    | CCC Polsat Polkowice    | + 27' 05"   | —     |
| 76.     | Paweł Cieślik       | Polska    | Reprezentacja Polski    | + 27' 05"   | —     |
| 83.     | Karol Domagalski    | Polska    | Reprezentacja Polski    | + 27' 05"   | —     |
| 86.     | Kamil Gradek        | Polska    | Reprezentacja Polski    | + 27' 05"   | —     |
| 97.     | Paweł Franczak      | Polska    | Reprezentacja Polski    | + 32' 50"   | —     |
| 109.    | Łukasz Bodnar       | Polska    | Reprezentacja Polski    | + 40' 38"   | —     |
| DSQ     | Jacek Morajko       | Polska    | CCC Polsat Polkowice    | DSQ         | —     |

## Klasyfikacje po 6. etapie
| Klasyfikacja generalna | Klasyfikacja generalna | Klasyfikacja generalna | Klasyfikacja generalna       | Klasyfikacja generalna |
| Miejsce                | Zawodnik               | Państwo                | Zespół                       | Czas                   |
| ---------------------- | ---------------------- | ---------------------- | ---------------------------- | ---------------------- |
| 1.                     | Christophe Riblon      | Francja                | Ag2r-La Mondiale             | 31h 09' 20"            |
| 2.                     | Ion Izagirre           | Hiszpania              | Euskaltel-Euskadi            | + 19"                  |
| 3.                     | Rafał Majka            | Polska                 | Team Saxo-Tinkoff            | + 20"                  |
| 4.                     | Sergio Henao           | Kolumbia               | Sky Procycling               | + 24"                  |
| 5.                     | Pieter Weening         | Holandia               | Orica-GreenEDGE Cycling Team | + 27"                  |
| 6.                     | Domenico Pozzovivo     | Włochy                 | Ag2r-La Mondiale             | + 33"                  |
| 7.                     | Eros Capecchi          | Włochy                 | Movistar Team                | + 33"                  |
| 8.                     | Robert Kišerlovski     | Chorwacja              | RadioShack-Leopard           | + 36"                  |
| 9.                     | Ivan Basso             | Włochy                 | Cannondale                   | + 40"                  |
| 10.                    | Chris Anker Sørensen   | Dania                  | Team Saxo-Tinkoff            | + 41"                  |
|                        |                        |                        |                              |                        |
| 38.                    | Michał Gołaś           | Polska                 | Omega Pharma-Quick Step      | + 30' 33"              |
| 40.                    | Maciej Paterski        | Polska                 | Cannondale                   | + 32' 59"              |
| 43.                    | Tomasz Marczyński      | Polska                 | Vacansoleil-DCM              | + 36' 34"              |
| 47.                    | Mateusz Taciak         | Polska                 | CCC Polsat Polkowice         | + 38' 58"              |
| 55.                    | Adrian Honkisz         | Polska                 | CCC Polsat Polkowice         | + 57' 02"              |
| 69.                    | Paweł Cieślik          | Polska                 | Reprezentacja Polski         | + 1h 08' 53"           |
| 70.                    | Bartosz Huzarski       | Polska                 | Team NetApp                  | + 1h 11' 05"           |
| 71.                    | Karol Domagalski       | Polska                 | Reprezentacja Polski         | + 1h 11' 59"           |
| 73.                    | Przemysław Niemiec     | Polska                 | Lampre-Merida                | + 1h 12' 48"           |
| 87.                    | Kamil Gradek           | Polska                 | Reprezentacja Polski         | + 1h 31' 43"           |
| 93.                    | Sylwester Szmyd        | Polska                 | Movistar Team                | + 1h 37' 05"           |
| 99.                    | Bartłomiej Matysiak    | Polska                 | CCC Polsat Polkowice         | + 1h 45' 22"           |
| 108.                   | Łukasz Bodnar          | Polska                 | Reprezentacja Polski         | + 2h 07' 25"           |
| 111.                   | Paweł Franczak         | Polska                 | Reprezentacja Polski         | + 2h 12' 13"           |

| Klasyfikacja punktowa | Klasyfikacja punktowa | Klasyfikacja punktowa | Klasyfikacja punktowa | Klasyfikacja punktowa |
| Miejsce               | Zawodnik              | Państwo               | Zespół                | Punkty                |
| --------------------- | --------------------- | --------------------- | --------------------- | --------------------- |
| 1.                    | Christophe Riblon     | Francja               | Ag2r-La Mondiale      | 58 pkt.               |
| 2.                    | Rafał Majka           | Polska                | Team Saxo-Tinkoff     | 57 pkt.               |
| 3.                    | Thor Hushovd          | Norwegia              | BMC Racing Team       | 55 pkt.               |
| 4.                    | Ion Izagirre          | Hiszpania             | Euskaltel-Euskadi     | 52 pkt.               |
| 4.                    | Sergio Henao          | Kolumbia              | Sky Procycling        | 52 pkt.               |

| Klasyfikacja górska | Klasyfikacja górska | Klasyfikacja górska | Klasyfikacja górska | Klasyfikacja górska |
| Miejsce             | Zawodnik            | Państwo             | Zespół              | Punkty              |
| ------------------- | ------------------- | ------------------- | ------------------- | ------------------- |
| 1.                  | Tomasz Marczyński   | Polska              | Vacansoleil-DCM     | 86 pkt.             |
| 2.                  | Darwin Atapuma      | Kolumbia            | Colombia            | 64 pkt.             |
| 3.                  | Bartosz Huzarski    | Polska              | Team NetApp         | 58 pkt.             |
| 4.                  | Thomas Rohregger    | Austria             | RadioShack-Leopard  | 37 pkt.             |
| 5.                  | Sylwester Szmyd     | Polska              | Movistar Team       | 23 pkt.             |

| Klasyfikacja najaktywniejszych | Klasyfikacja najaktywniejszych | Klasyfikacja najaktywniejszych | Klasyfikacja najaktywniejszych | Klasyfikacja najaktywniejszych |
| Miejsce                        | Zawodnik                       | Państwo                        | Zespół                         | Punkty                         |
| ------------------------------ | ------------------------------ | ------------------------------ | ------------------------------ | ------------------------------ |
| 1.                             | Bartosz Huzarski               | Polska                         | Team NetApp                    | 13 pkt.                        |
| 2.                             | Ángel Madrazo                  | Hiszpania                      | Movistar Team                  | 7 pkt.                         |
| 3.                             | Bartłomiej Matysiak            | Polska                         | CCC Polsat Polkowice           | 6 pkt.                         |
| 4.                             | Mathias Frank                  | Szwajcaria                     | BMC Racing Team                | 3 pkt.                         |
| 4.                             | Paweł Cieślik                  | Polska                         | Reprezentacja Polski           | 3 pkt.                         |
| 4.                             | Kamil Gradek                   | Polska                         | Reprezentacja Polski           | 3 pkt.                         |
| 4.                             | Leonardo Duque                 | Kolumbia                       | Colombia                       | 3 pkt.                         |
| 4.                             | Aleksandr Djaczenko            | Kazachstan                     | Pro Team Astana                | 3 pkt.                         |
| 4.                             | Ricardo Mestre                 | Portugalia                     | Euskaltel-Euskadi              | 3 pkt.                         |

| Najwyżej sklasyfikowany Polak | Najwyżej sklasyfikowany Polak | Najwyżej sklasyfikowany Polak | Najwyżej sklasyfikowany Polak | Najwyżej sklasyfikowany Polak |
| Miejsce                       | Zawodnik                      | Zespół                        | Czas                          |                               |
| ----------------------------- | ----------------------------- | ----------------------------- | ----------------------------- | ----------------------------- |
| 1.                            | Rafał Majka                   | Team Saxo-Tinkoff             | 31h 09' 40"                   |                               |
| 2.                            | Michał Gołaś                  | Omega Pharma-Quick Step       | + 30' 13"                     |                               |
| 3.                            | Maciej Paterski               | Cannondale                    | + 32' 39"                     |                               |
| 4.                            | Tomasz Marczyński             | Vacansoleil-DCM               | + 36' 14"                     |                               |
| 5.                            | Mateusz Taciak                | CCC Polsat Polkowice          | + 38' 38"                     |                               |

| 1. | RadioShack-Leopard | 93h 32' 13" |
| 2. | Cannondale         | + 17' 12"   |
| 3. | Team Saxo-Tinkoff  | + 22' 26"   |
| 4. | Ag2r-La Mondiale   | + 29' 13"   |
| 5. | Movistar Team      | + 34' 52"   |